# 小行星5557
小行星5557（5557 Chimikeppuko）是一颗绕太阳运转的小行星，为主小行星带小行星。该小行星于1989年2月7日发现。

## 轨道参数
小行星5557的轨道半长轴为2.5398311 UA，离心率为0.154。